# La diosa arrodillada
La diosa arrodillada es una película mexicana de drama romántico de 1947 dirigida por Roberto Gavaldón y protagonizada por María Félix, Arturo de Córdova y Rosario Granados. La película está basada en una novela escrita por Ladislas Fodor.

## Argumento
El millonario Antonio obsequia a su esposa Elena la estatua de una mujer desnuda como regalo de aniversario nupcial. La modelo que posó para la estatua es Raquel, amante de Antonio. Raquel exige a Antonio que se divorcie de su esposa y poco después ésta muere bajo circunstancias misteriosas. Antonio debe aceptar casarse con Raquel para que no se descubra que su esposa no falleció por causas naturales.

## Reparto
- María Félix como Raquel Serrano.
- Arturo de Córdova como Antonio Ituarte.
- Rosario Granados como Elena (como Charito Granados).
- Fortunio Bonanova como Nacho Gutiérrez.
- Carlos Martínez Baena como Esteban (como Carlos M. Baena).
- Rafael Alcayde como Demetrio.
- Eduardo Casado como Licenciado Jiménez.
- Luis Mussot como Dr. Vidaurri.
- Carlos Villarías como Juez.
- Natalia Gentil Arcos como María.
- Paco Martínez como Villarreal.
- Rogelio Fernández como Marinero.
- Alfredo Varela como Juez del registro civil.
- José Arratia (no acreditado)
- Fernando Casanova como Empleado del juzgado (no acreditado).
- Ana María Hernández como Invitada a fiesta (no acreditada).
- Miguel Ángel López como Joven mensajero (no acreditado).
- José Muñoz como Detective de policía (no acreditado).
- Juan Orraca como Detective (no acreditado).
- Manuel Pozos como José (no acreditado).
- Félix Samper como Asociado en mesa redonda (no acreditado).
- Juan Villegas como Empleado de Antonio (no acreditado).

## Producción
El rodaje comenzó en 10 de febrero de 1947 en los Estudios Churubusco de la Ciudad de México.
Existieron reportes de que uno de los guionistas de la película, José Revueltas, había sido ordenado, supuestamente por el director Roberto Gavaldón, en agrandar el papel de Rosario Granados para hacerlo tan importante como el de María Félix. Revueltas lo negó vehemente en una carta dirigida al director de una revista que había publicado dicha alegación, y según Emilio García Riera, «Revueltas defendió en la carta con buenas razones su integridad, pero la película es por sí misma una prueba en su favor: [Rosario] Granados hace un papel en efecto secundario, mucho menos lucidor que el de María Félix».
Sin embargo, lo dicho por Revueltas en su aclaración, respecto a que él y otros realizadores de la película habían recibido «la confianza» de los productores de la misma para cumplir su cometido, contrasta con la perspectiva que Revueltas tuvo sobre La diosa arrodillada 30 años después en una entrevista con Paco Ignacio Taibo I, donde afirmó que el argumento, la adaptación y el guion quedaron fuera de su control y el de todos los involucrados. Revueltas afirmó: «[...] fuimos muchos los colaboradores y todos poníamos un poco aquí y otro poco allá. [...] Después de que habíamos terminado el guion, Tito Davison le volvió a meter mano y se volvieron a cambiar las cosas. Este tipo de desastres pasan en el cine; unos corrigen a otros y al final ya nadie recuerda qué es lo que escribió. Por otra parte, los directores tienen sus propias ideas y piden que éstas aparezcan en el libreto. Edmundo Báez decía que algunos guionistas éramos como los sastres, que hacíamos el traje a la medida de ésta o la otra estrella. Yo pensaba que no éramos tanto sastres como remendones [...]».
La estatua utilizada en la película sería realizada por el escultor de origen hondureño Mario Zamora Alcántara, dicha acción le ganó cierta fama en México como artista.
La naturaleza explícita (para la época) de ciertas escenas románticas generó controversia. Revueltas afirmó que aparte de los problemas con el guion, «[a]demás estaba la censura: era lo más estúpido del mundo. Una censura de idiotas, con la que no se podía discutir». Varias organizaciones civiles criticaron a la película, afirmando que atentaba contra la moral. En respuesta al escándalo, sus productores colocaron la estatua utilizada en la película en el vestíbulo del cine Chapultepec, como un factor de atracción de espectadores. Esto hizo que una de las organizaciones protestando la película, el Comité Pro Dignificación del Vestuario Femenino (CPDVF), se robara la estatua.
La naturaleza explícita de las escenas románticas de la película afectó a la relación de Félix con su entonces pareja, el compositor Agustín Lara, cuya relación terminaría en ese mismo año, al punto que calaveras literarias de Día de Muertos y caricaturas se burlaban del desmoronamiento de la relación de Félix y Lara haciendo referencia a la película.

## Recepción
Cinémas d'Amérique latine la llamó una «obra maestra del melodrama en la que la heroína hace gala de un erotismo fuera de serie». Sin embargo, en su libro María Félix: 47 pasos por el cine, Paco Ignacio Taibo I, mientras que se refirió a la película como un «curiosísimo enredo», afirmó que «se perdió en una enrevesada trama», resaltando el hecho de que los personas de De Córdova y Félix son amantes, solo para que en cierto momento intente matarla.
En Mujeres de luz y sombra en el cine mexicano: la construcción de una imagen (1939-1952), Julia Tuñon escribió: «Es una propuesta consistente que contribuye con un corpus que queda inscrito dentro de un sistema social de ideas y mentalidades que siguen un ritmo dentro de la historia con sus personajes».